# Yeshi Donden
Yeshi Donden ou Yeshi Dhonden (tibétain : ཡེ་ཤེས་དོན་ལྡན, Wylie : ye shes don ldan), né le 15 mai 1927 à Namro, un village du Tibet central du district de Lhoga et mort le 26 novembre 2019 à McLeod Ganj, un quartier de Dharamsala en Inde, est un docteur en médecine tibétaine traditionnelle qui reçut le titre de médecin personnel du dalaï-lama.
Il fonde l'Institut de médecine et d'astrologie tibétaine à Dharamsala en 1961 et en est directeur jusqu'en 1966 avant de fonder dans la même ville une clinique privée en 1969.

## Biographie

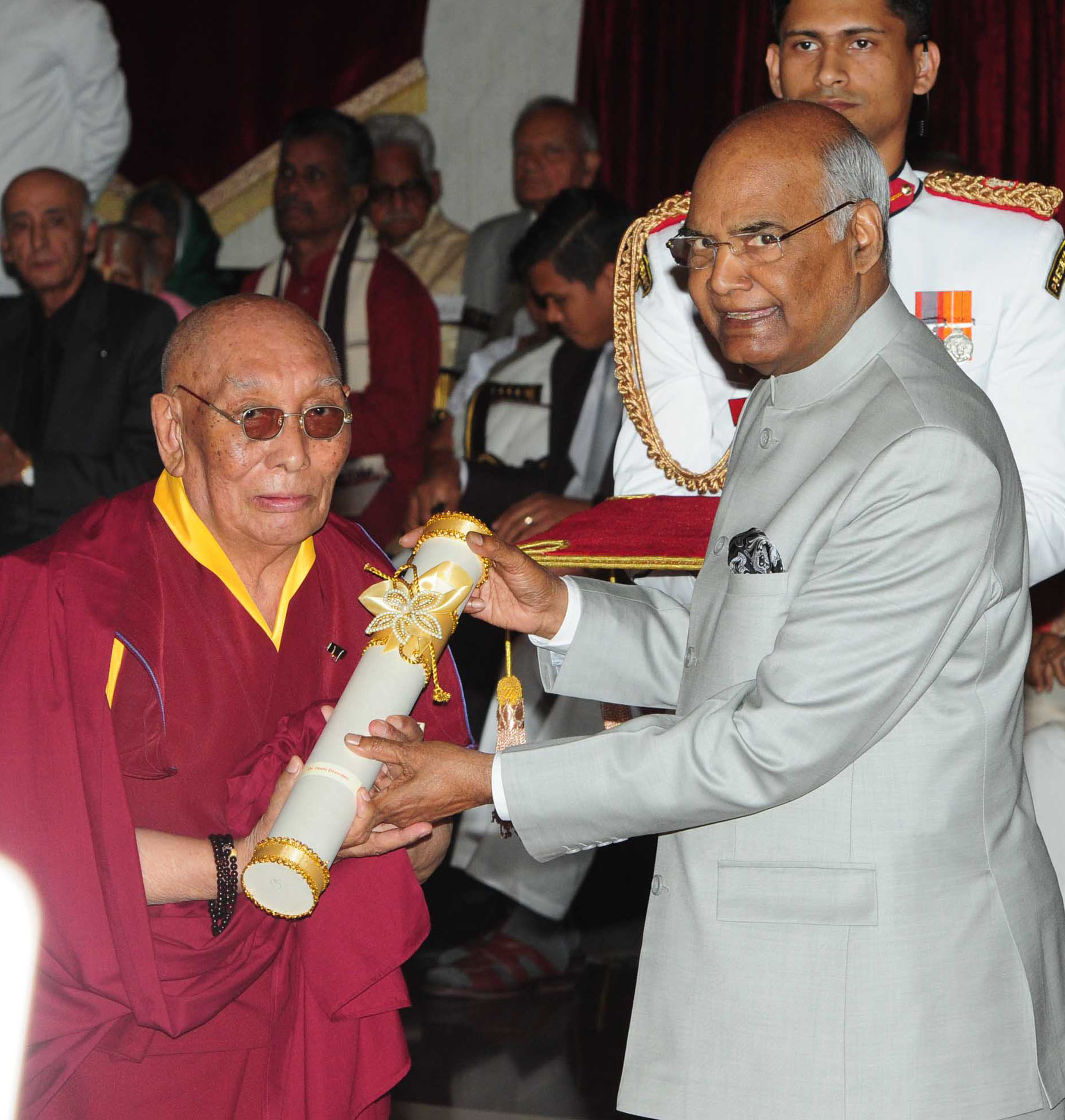
Le président de l'Inde Ram Nath Kovind remettant le prix Padma Shri au Dr Yeshi Dhonden lors de la cérémonie d'investiture civile à Rashtrapati Bhavan (New Delhi) le 20 mars 2018.

Yeshi Donden est né le 15 mai 1927 à Namro, un village au sud du Tsangpo, à une journée de Lhassa, dans une famille de paysans aisés, descendant de Ngok Chöku Dorje, un lama érudit nyingma du XIIe siècle qui devint disciple du maître kagyu Marpa.
À 6 ans, il entre au monastère de Sungrab Ling, et à 11 ans, il rejoint l’Institut Chakpori de médecine tibétaine où il fait preuve de mémorisation dans son étude des quatre tantra, il eut pour professeur Khyenrab Norbu.
Il a suivi des études de médecines à l’Institut Chakpori de médecine tibétaine à Lhassa durant 9 ans. À 20 ans, il réussit brillamment ses examens, reconnu comme le meilleur de sa promotion, il est nommé médecin personnel du dalaï-lama, un titre honorifique.
À partir de 1951, le Dr Donden exerce dans sa région natale, où il devient réputé pour sa grande efficacité après qu'il eut traité une épidémie de grippe à la frontière tibéto-bhoutnaise. En 1959, quand le dalaï-lama s’exile, il l’accompagne pour prendre en charge les réfugiés tibétains en Inde. Il fonde l'Institut de médecine et d'astrologie tibétaine à Dharamsala avant de fonder une clinique privée en 1969. Il poursuit ses activités de thérapeute à Dharamsala en Inde et voyage en Occident où il donne des conférences sur la médecine tibétaine traditionnelle, notamment à l’Université de Virginie aux États-Unis.
Considéré comme une icône de la médecine tibétaine, des milliers de patients le consultent à McLeod Ganj et est réputé pour ses contributions au traitement du cancer,,.
Il a officiellement pris sa retraite de son cabinet médical en avril 2019 en raison de la dégradation de son état de santé.

## Hommages et distinctions
- 1987, Manrampa Chewa, Men-Tsee-Khang[11]
- 2012, Yuthok Award, Central Council of Tibetan Medicine (Dharamsala)[11]
- En 2018, il reçoit le Padma Shri de médecine[12],[13] du président de l'Inde Ram Nath Kovind le 20 mars au Rashtrapati Bhavan.

## Ouvrages
- La santé par l'Équilibre. Traité pratique de médecine tibétaine, Éd. Trédaniel, 2000,  (ISBN 2844451403), (en) Health Through Balance: An Introduction to Tibetan Medicine, traduit par Jeffrey Hopkins, Motilal Banarsidass Publ., 1997,  (ISBN 812081519X)
- Guérir à la source - La science et la tradition de la médecine tibétaine, Éd. Trédaniel, 2001,  (ISBN 2844452213), (en) Healing from the source: the science and lore of Tibetan medicine avec B. Alan Wallace, Snow Lion Publications, 2000,  (ISBN 1559391480)
- (en) The ambrosia heart tantra: the secret oral teaching on the eight branches of the science of healing, Volume 1, Library of Tibetan Works and Archives, 1977
- (en) The Ambrosia heart tantra: the secret oral teaching on the eight branches of the science of healing, Library of Tibetan Works and Archives, 1995  (ISBN 8185102929)

## Articles
- (en) Gerard N. Burrow, Jeffrey Hopkins, Yeshi Dhonden et Lobsang Dolma, « Goiter in Tibetan Medicine », Yale J Biol Med. 1978, 51 : p. 441–447.
- (en) Sleep and the Inner Landscape, juin - juillet (1983), Tibetan Review
- (en) The Healing Science of Tibet, juin (1977), Tibetan Review
- (en) An Anatomy of Body and Disease, traduction Jeffrey Hopkins, septembre 1974, Tibetan Review
- (en) Tibetan Medicine: A Short History, mai - juin (1974), Tibetan Review